# 巨乳

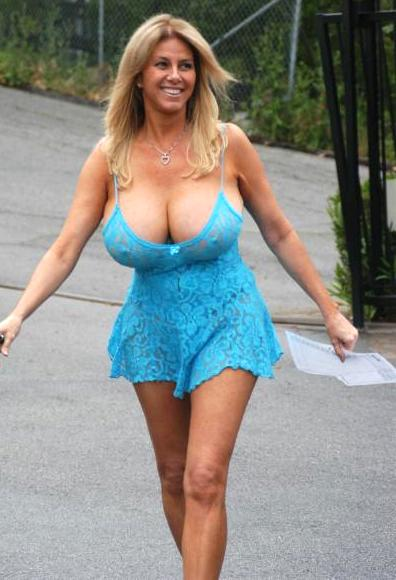
擁有巨乳的Penny Porsche

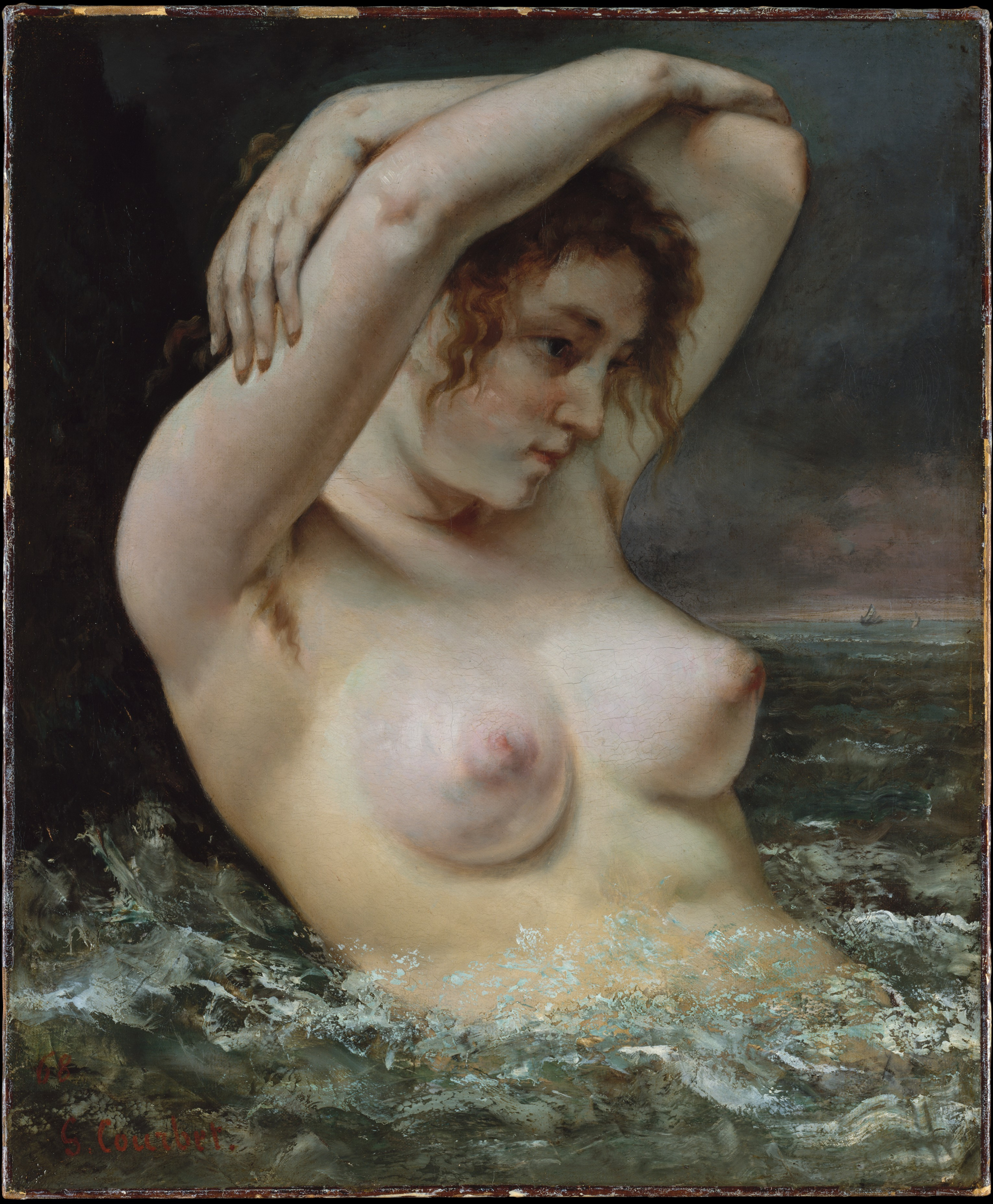
古斯塔夫·庫爾貝畫筆下的女人

巨乳（又稱豪乳、爆乳或乳神）為一個用來形容擁有巨大乳房的女性之詞彙。

## 概述
對於乳房或罩杯必須要豐滿到什麼程度才能稱之為巨乳，並沒有一個絕對的定義。但凡其乳房大於同年齡、同族群的平均值者，都可以在相對上視為巨乳。以日本My Navi Woman所做的調查，有34%的人將E罩杯以上視為巨乳、33%的人視D罩杯以上為巨乳。

## 文化
部分人對巨乳有所情結（可稱為「巨乳控」或「巨乳星人」），所以亦有女性利用豐胸手術手術而造成巨乳。而傳媒亦產生「童顏巨乳」一詞，該詞彙源自日本動漫社群，指擁有娃娃臉但乳房巨大的年輕女性，與中文環境所稱的「天使臉孔，魔鬼身材」類似。近年來，許多日本漫畫常以童顏巨乳的美少女作為賣點，吸引年輕一代讀者。